# Dalea tomentosa
Dalea tomentosa är en ärtväxtart som först beskrevs av Antonio José Cavanilles, och fick sitt nu gällande namn av Carl Ludwig von Willdenow. Dalea tomentosa ingår i släktet Dalea, och familjen ärtväxter.

## Underarter
Arten delas in i följande underarter:
- D. t. mota
- D. t. psoraleoides
- D. t. tomentosa